# Barbara Weinzierl

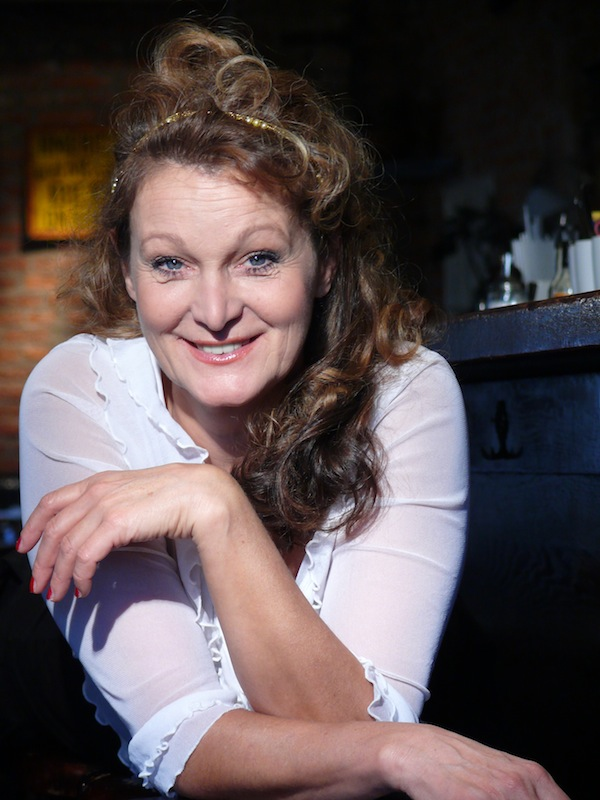
Barbara Weinzierl (2012)

Barbara Weinzierl (* 1. April 1959 in Klagenfurt/Kärnten) ist eine österreichische Kabarettistin und Schauspielerin.

## Leben
Barbara Weinzierl verließ wegen der häufig wechselnden schauspielerischen Tätigkeit ihres Vaters Kurt Weinzierl früh ihren Geburtsort und lebt nach mehreren Aufenthalten an verschiedenen Orten in Österreich und Deutschland in München. Stark von ihrem Vater Kurt Weinzierl geprägt und nach einer Begegnung mit der Schauspielerin Therese Giehse, erklärte sie früh: „Ich muss zum Theater!“
Ihren ersten Auftritt hatte Barbara Weinzierl mit 15 bei den Luisenburg-Festspielen in Wunsiedel. Parallel zur Schauspielschule schloss sie sich einer Schauspieltruppe um Kelle Riedl an, damals Leiter des Off-Off-Theaters in München/Schwabing. Ihr Weg führte Weinzierl quer durch Europas Großstädte, die sie mit Pantomime und Straßentheater bespielte.
Mit 19 Jahren bildete sie zusammen mit Ottfried Fischer, Günther Knoll, Manfred Krause, Wolfgang Sell die Kabarettgruppe „Machtschattengewächse“, die wiederum das Hinterhoftheater in München unter der Leitung von Günther Knoll aus der Taufe hob. Daneben spielte sie an der Seite von Eddi Arent, Jochen Busse und Dieter Hildebrandt in diversen Sketchsendungen.
In den folgenden Jahren spielte Barbara Weinzierl an verschiedenen deutschen Staatstheatern, in Tourneetheatern und auf Freilichtbühnen, wie in Telfs bei den Tiroler Volksschauspielen oder in Wunsiedel bei den Luisenburg-Festspielen. Parallel folgten Engagements für TV-Serien und Fernsehfilme sowie für Kinofilme wie Kolp oder Austreten (Schmidbauer-Film, bekannt durch die urbayerische Heimatkomödie „Hinterdupfing“).
Seit 2005 ist Weinzierl auch mit eigenen Bühnenproduktionen im deutschsprachigen Raum unterwegs. Auf das Theaterstück „Zwischenlandung - Liebe, Tod und Seitensprung“ folgte die erotische Leseshow „Titten, Tresen, Temperamente“, die Österreich-Satire „Oh mei! Du Österreich“ und seit 2014 ihr Kabarett-Programm „Wir müssen reden! Sex, Geld und Erleuchtung - Teil I“ – eine Mischung aus Rollenkabarett, Comedy und Elementen des Improvisationstheaters. Die Folgeprogramme (Sex, Geld und Erleuchtung Teil II und 3.0) hatten 2016 und 2019 Premiere auf der Kabarett-Bühne im „Wirtshaus im Schlachthof“.
Neben der Schauspielerei und dem Kabarett bietet Barbara Weinzierl Präsentationstrainings & Vortragscoaching an und macht Regie für eigene Bühnenprojekte angehender Kabarettisten und Schauspieler. Außerdem unterrichtet sie als Kreativcoach Laien und Amateurschauspieler in dem von ihr entwickelten Creacting-Impro-Schau-Spiel-Training, einer Kombination aus Improvisationstheater, Rollenspiel, klassischen Schauspielelementen, Kreativitätstechniken, Förderung der Intuition und Persönlichkeitstraining.

## Eigene Produktionen
- 2024: Solo-Kabarett "#ALLESGUT?!"
- 2019: Solo-Kabarett „Wir müssen reden! Sex, Geld und Erleuchtung 3.0“
- 2016: Solo-Kabarett „Wir müssen reden! Sex, Geld und Erleuchtung - Teil II“
- 2014: Solo-Kabarett „Wir müssen reden! Sex, Geld und Erleuchtung - Teil I“
- 2013: Bayrisch-Comedy „Goodbye Weißwurst“ mit Gerhard Acktun
- 2012: Satirische Österreich-Revue „Oh mei! Du Österreich“ mit Jürgen Wegscheider
- 2009: Lese-Show „Titten, Tresen, Temperamente“ mit Ute Bronder
- 2005: Theaterstück „Zwischenlandung - Liebe, Tod und Seitensprung“ mit Evelyn Plank

## Filmographie (Auswahl)
- 1980: Der Alte – Mord nach Plan
- 1980: Die unsterblichen Methoden des Franz Josef Wanninger
- 1981: … und die Tuba bläst der Huber
- 1982: Meine Frau erfährt kein Wort
- 1983: Bolero
- 1984: Kolp – Als Amerikaner darfst du alles
- 1985: Die Unbekannten im eigenen Haus
- 1986: Der Schwammerlkönig
- 1987: Die Hausmeisterin
- 1988: Der Alte
- 1990: Rosowski
- 1991: Morlock – Kinderkram
- 1992: Der Fahnder
- 1992: Tod der Engel
- 1994: Wer sich ewig bindet
- 1994: Forsthaus Falkenau
- 1995: Sau sticht
- 1995: Der Bergdoktor
- 1995: Und keiner weint mir nach
- 1996: Alle meine Töchter
- 1996–97: Anna Maria – Eine Frau geht ihren Weg
- 1997: Ein Bayer auf Rügen
- 1998: Frauenarzt Dr. Mertin
- 2001: München ruft
- 2002: Streit um drei
- 2002 Vorsicht Falle! Nepper, Schlepper, Bauernfänger
- 2003: Weißblaue G`schichten
- 2004: Tierarzt Dr. Engel
- 2006: Die Rosenheim-Cops
- 2008: Die Hüby Show
- 2009–10: Dahoam is Dahoam
- 2011: Jennerweins Vermächtnis
- 2012: Die Hüby Show
- 2013: München 7
- 2013: Um Himmels Willen
- 2014: Im Schleudergang
- 2016: Willkommen bei den Hartmanns
- 2017: Die Rosenheim-Cops
- 2017: Austreten – Ma sogt ja nix, ma redt ja bloß
- 2018: Die Rosenheim-Cops – Der Besuch der jungen Dame
- 2019: Racko – Ein Hund für alle Fälle
- seit 2019: Watzmann ermittelt (Krimiserie, 5 Staffeln)
- 2023: Daheim in den Bergen – Alte Pfade – Neue Wege
- 2024: Die Rosenheim-Cops – Ausgeschnitten
- 2025: Fahndung Österreich

## Theater/Kabarett (Auswahl)
- Off-Off-Theater München
- Hinterhoftheater, München
- Theater in der Briennerstraße, München
- Theater 44, München
- Staatstheater Wiesbaden
- Volkstheater München
- Tourneetheater Landgraf
- Contra-Kreis-Theater, Bonn
- Modernes Theater München
- Freilichtbühne Wunsiedel (Luisenburg-Festspiele)
- Tiroler Volksschauspiele Telfs/Tirol
- Burgsommerspiele Tittmoning
- Sommerspiele Laufen
- Freilichtbühne Schongau
- Tournee Pancomedia Theaterproduktion: Heinrich von Kleist „Der zerbrochne Krug“
- Iberl Bühne, München
- thalhaus-Theater, Wiesbaden
- Pantheon-Theater, Bonn
- Wirtshaus-Bühne im Schlachthof München
- Zimmertheater Speyer u. a.